# إدوين هيدلي
إدوين هيدلي (بالإنجليزية: Edwin Hedley)‏ هو مجدف أمريكي، ولد في 23 يوليو 1864 في فيلادلفيا في الولايات المتحدة، وتوفي بنفس المكان في 22 مايو 1947.

## وصلات خارجية
- إدوين هيدلي على موقع الاتحاد الدولي للتجديف (الإنجليزية)
- إدوين هيدلي على موقع اللجنة الأولمبية الدولية (الإنجليزية)
- إدوين هيدلي على موقع أوليمبيديا (الإنجليزية)